# Herluf Winge
Adolf Herluf Winge, född 19 mars 1857 i Köpenhamn, död där 10 november 1923, var en dansk zoolog.
Winge blev student 1874 och tog magisterexamen i naturalhistoria 1881, blev assistent vid Köpenhamns zoologiska museum 1885 och vice intendent ("inspektör") där 1916. Samtliga hans arbeten avhandlar fåglar eller däggdjur och vad gäller de sistnämnda författade han några av sin tids viktigaste arbeten. Med en för honom egen metod sökte han, om det gällde antingen en mera monografisk behandling av en djurgrupp eller blott en faunistisk framställning, med utgångspunkt i morfologin, paleontologin och ekologin, utreda de avhandlade djurformernas genetiska samband.
Det var med sitt 1882 utgivna, till omfånget obetydliga arbete Om Pattedyrenes Tandskifte i sær med Hensyn til Tændernes Former, som han först väckte fackkretsarnas uppmärksamhet och småningom vann erkännande för sin behandling av ett område (tolkningen av tandformernas uppkomst och historiska utveckling), vilket dittills varit relativt försummat. Av stort värde för uppfattningen av däggdjurens genealogi var hans under den gemensamma titeln E museo Lundii 1888–1915 utgivna monografier över nästan alla däggdjursordningar, varvid han som utgångspunkt tog de i Köpenhamns zoologiska museum förvarade, av Peter Wilhelm Lund gjorda rika samlingarna ur Brasiliens bengrottor. Såsom ett supplement till denna serie kan betraktas hans Udsigt over insektædernes inbyrdes slægtskab (1917). Bland hans arbeten med faunistisk begränsning kan nämnas Conspectus faunæ groenlandicæ: Fugle (1898), Pattedyr (1902), Om jordfundne Pattedyr i Danmark (1904) och Danmarks fauna, pattedyr (1908). Vidare kan nämnas de av honom författade kapitlen i samlingsverket Affaldsdynger fra Stenalderen i Danmark (1904). Han blev ledamot av svenska Vetenskapsakademien 1923.